# RS Feva

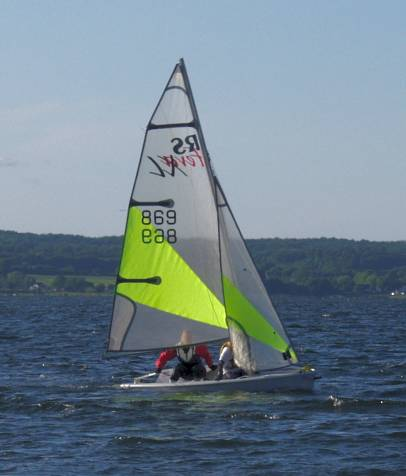
Feva auf Amwindkurs

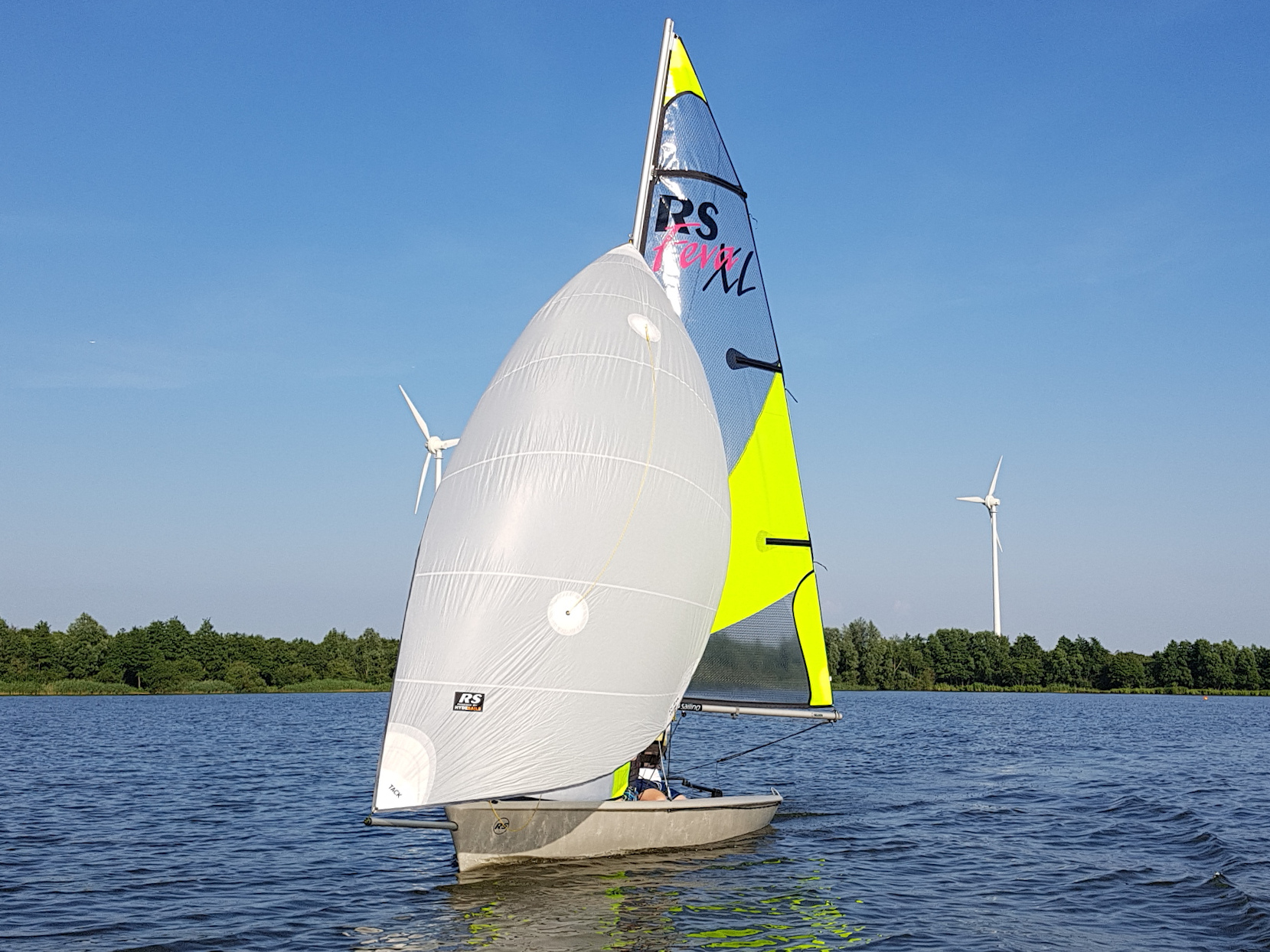
Feva mit gesetztem Gennaker

Die RS Feva ist ein Jolle für zwei Kinder oder Jugendliche. Paul Handley konstruierte das Boot im Jahr 2002, seitdem hat sich die Klasse insbesondere im Vereinigten Königreich etablieren können. Seit 2003 ist die Feva durch die ISAF als internationale Klasse anerkannt. Seit 2010 werden jedes Jahr Weltmeisterschaften abgehalten, 2015 nahmen an der Weltmeisterschaft in Travemünde rund 160 Crews teil.

## Technische Details
Die RS Feva verfügt neben Großsegel und Fock auch über einen Gennaker. Das Großsegel ist dabei in zwei Größen erhältlich und standardgemäß als Foliensegel ausgeführt. Das Boot ist für zwei Personen mit einem Crewgewicht von 60–100 Kilo ausgelegt. Das Cockpit ist selbstlenzend. Der Rumpf ist aus PE-Sandwichplatten hergestellt. Die Jolle hat kein Trapez. Einziger Hersteller ist die britische Werft „RS Sailing“.

## Konzept
Die Zielgruppe des Bootes sind Jugendliche, die aus dem Opti herausgewachsen sind, aber noch zu leicht für weiterführende Zweihandklassen wie den 29er. Im Gegensatz zum 29er hat die Feva eine kleinere Segelfläche, kein Trapez und die Großschot wird im Cockpit umgelenkt.
Anspruch des ukrainischen Konstrukteurs Paul Handley war es, eine moderne Jolle zu konstruieren. Das Segeln auf der Feva soll Spaß machen, jedoch sollen die Kinder in dieser Klasse auch Bootsgefühl erlernen und an den Regattasport herangeführt werden. Aufgrund der robusten Konstruktionsweise ist das Boot auch für den Schulbetrieb geeignet.